# Episodi di The Detour (terza stagione)
La terza stagione della serie televisiva The Detour, composta da 10 episodi, è stata trasmessa negli Stati Uniti per la prima volta dall'emittente TBS dal 23 gennaio al 27 marzo 2018.
| nº | Titolo originale | Titolo italiano | Prima TV USA     | Prima TV Italia |
| -- | ---------------- | --------------- | ---------------- | --------------- |
| 1  | The Run          | La fuga         | 23 gennaio 2018  |                 |
| 2  | The Stop         | Il blocco       | 30 gennaio 2018  |                 |
| 3  | The Mark         | Il bersaglio    | 6 febbraio 2018  |                 |
| 4  | The Goal         | Il traguardo    | 13 febbraio 2018 |                 |
| 5  | The Boat         | La barca        | 20 febbraio 2018 |                 |
| 6  | The Vows         | I voti          | 27 febbraio 2018 |                 |
| 7  | The Water        | L'acqua         | 6 marzo 2018     |                 |
| 8  | The Plane        | L'aeroplano     | 13 marzo 2018    |                 |
| 9  | The Funeral      | Il funerale     | 20 marzo 2018    |                 |
| 10 | The Escape       | La via d'uscita | 27 marzo 2018    |                 |